# Кузнецкое сельское поселение (Челябинская область)
Кузнецкое се́льское поселе́ние — муниципальное образование в Аргаяшском муниципальном районе Челябинской области Российской Федерации. В рамках административно-территориального устройства муниципальное образование  соответствует административно-территориальной единице Кузнецкий  сельсовет.
Административный центр — село Кузнецкое.

## История
Статус и границы сельского поселения установлены Законом Челябинской области от 12 ноября 2004 года № 292-ЗО «О статусе и границах Аргаяшского муниципального района и сельских поселений в его составе».

## Население
| 2002  | 2010  | 2011  | 2012  | 2013  | 2014  | 2015  |
| ----- | ----- | ----- | ----- | ----- | ----- | ----- |
| 3353  | ↘2972 | ↗2973 | ↘2897 | ↘2780 | ↗2821 | ↘2786 |
| 2016  | 2017  | 2018  | 2019  | 2020  | 2021  | 2023  |
| ↘2774 | ↗2783 | ↗2803 | ↘2738 | ↘2703 | ↗2754 | ↘2744 |

## Состав
| № | Населённый пункт | Тип населённого пункта       | Население |
| - | ---------------- | ---------------------------- | --------- |
| 1 | Бидинский        | посёлок                      | ↘64       |
| 2 | Большая Яумбаева | деревня                      | ↘156      |
| 3 | Губернское       | село                         | ↘751      |
| 4 | Кузнецкое        | село, административный центр | ↘1204     |
| 5 | Малая Яумбаева   | деревня                      | ↘44       |
| 6 | Передовик        | посёлок                      | ↘45       |
| 7 | Сайма            | посёлок                      | ↗37       |
| 8 | Сыргайды         | деревня                      | ↘94       |
| 9 | Увильды          | посёлок                      | ↘577      |